# Bolbitis longiflagellata
Bolbitis longiflagellata là một loài thực vật có mạch trong họ Lomariopsidaceae. Loài này được (Bonap.) Ching mô tả khoa học đầu tiên năm 1934.